# Тируппур (округ)
Тируппур (англ. Tirupur) — округ в индийском штате Тамилнад. Образован в октябре 2008 года из частей территорий округов Коимбатур и Эроде. Административный центр — город Тируппур. Площадь округа — 5106 км². По данным всеиндийской переписи 2001 года население округа составляло 1 917 033 человека.